# Pooth Kalan
Pooth Kalan é uma vila no distrito de North West, no estado indiano de Deli.

## Demografia
Segundo o censo de 2001, Pooth Kalan tinha uma população de 50 587 habitantes. Os indivíduos do sexo masculino constituem 55 % da população e os do sexo feminino 45 %. Pooth Kalan tem uma taxa de literacia de 64 %, superior à média nacional de 59,5 %: a literacia no sexo masculino é de 72% e no sexo feminino é de 56 %. Em Pooth Kalan, 17 % da população está abaixo dos 6 anos de idade.